# Brenner-bázisalagút

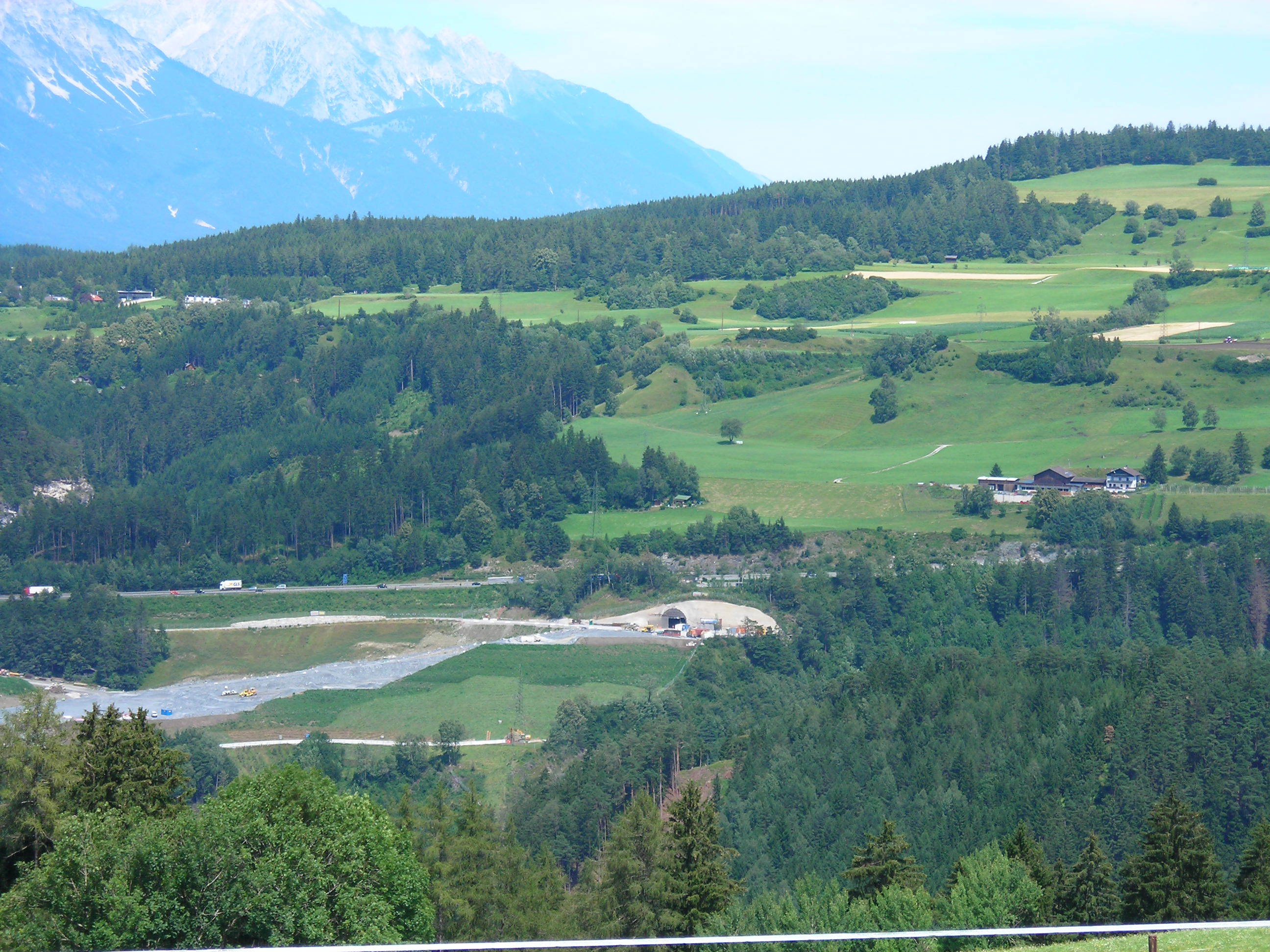
A Brenner-bázisalagút egyik bejárata

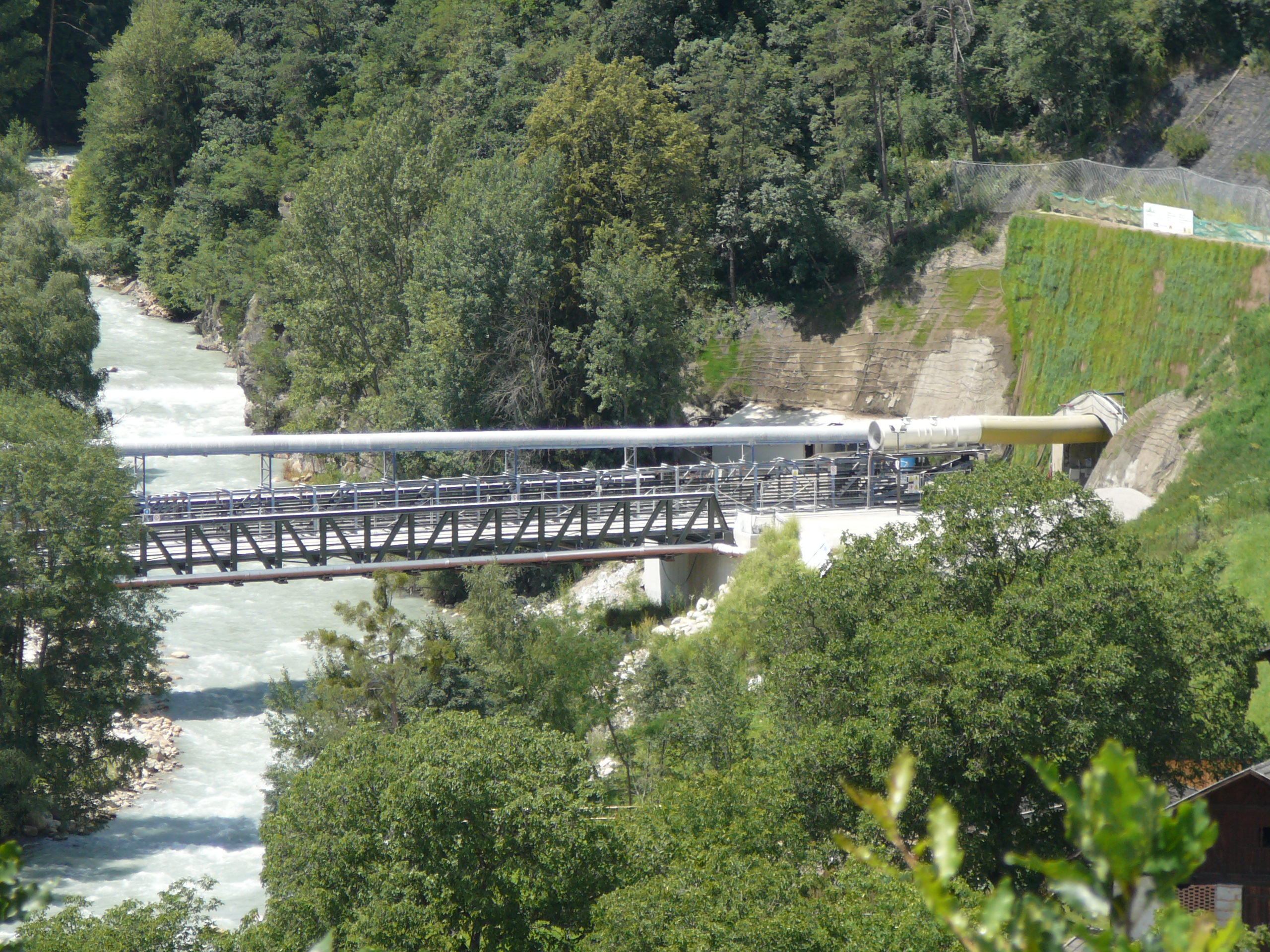
Az alagút építése

A Brenner-bázisalagút egy építés alatt álló kétvágányú, 25 kV 50 Hz-cel villamosított vasúti alagút Ausztriában. Hossza 52 km, a kapcsolódó vonalakkal együtt 62,7 km. Ezzel a világ második leghosszabb alagútja lesz, ha elkészül. Megépülése után jelentősen lerövidül Innsbruck és Bolzano között az eljutási idő, mely Észak- és Dél-Európa egyik legforgalmasabb áruszállító útvonala. Jelenleg a vonatok a Brenner-hágón át vezető, igen meredek Brenner-vasútvonalat használják, gyakran kettő villamos mozdonnyal. A vonatok sebessége alig haladja meg a 70 km/h-t. Az alagút megnyitása 2032-ben várható. Költsége 2006-os árakon kb. 6 milliárd euró. Ez az útvonal része a transzeurópai vasúthálózatnak. A megnyitás után a tervezett forgalom napi 80 személyszállító és 320 teherszállító vonat.

## Története
Ausztria Európai Unió-s csatlakozása óta jelentősen megnőtt a tranzitforgalom Ausztrián keresztül is. A forgalom felgyorsításáért és a környezetszennyezés csökkentése miatt határozták el az alagútépítést. Az alagúton kívül még számos új vasútvonalat építenek és meglévőket modernizálnak. Az építkezés legnehezebb és legdrágább része a Brenner-alagút, az 52 kilométeres hosszával. A felderítőjárat fúrásának az engedélyezése az olasz oldalon már megtörtént 2008 végén. A tiroli oldalon 2009 elején kezdődtek a munkák. A teljes építkezés a kapcsolódó vonalakkal együtt előreláthatólag 2032. december 31-re fejeződik be.
Az építkezést felügyelő projektirodát május 18-án hozta létre Ausztria, Olaszország és Németország. Az 52 km-es műtárgy két vasúti és egy szikkasztó alagútból áll majd, ez utóbbi fúrását kezdik először, hogy pontos geológiai ismeretek álljanak rendelkezésre. A teherszállítás 160 km/h-s, a személyszállítás 250 km/h-s sebességgel lesz lehetséges. A vonalon ETCS level 2 biztosítóberendezés lesz telepítve.

## Az alagút
Az alagútrendszer két egyvágányú alagútból fog állni, melyek közt egy kisebb átmérőjű menekülő/szervizalagút is lesz. Az alagútban két helyen lesz lehetőség a vonatok előzésére, ezzel nagyobb átbocsátóképességet teremtve meg. Ugyanis a csak 160 km/h sebességgel haladó tehervonatok feltartanák a 250 km/h-val haladó személyszállító vonatokat. Az alagútépítés meggyorsítása végett nem csak a két végén fúrnak, hanem további két helyen is. Ez a további két kijárat az alagút befejezése után csak biztonsági célokat szolgál majd.
Innsbruck állomáson 2012 nyarán egy kisebb kiállítás is megtekinthető volt, mely a teljes projektet mutatta be. Az érdeklődők személyesen is kérdezhettek az építkezésről a jelen lévő előadótól.

## Lásd még
- Treno Alta Velocità
- AlpTransit